# Romosinuano

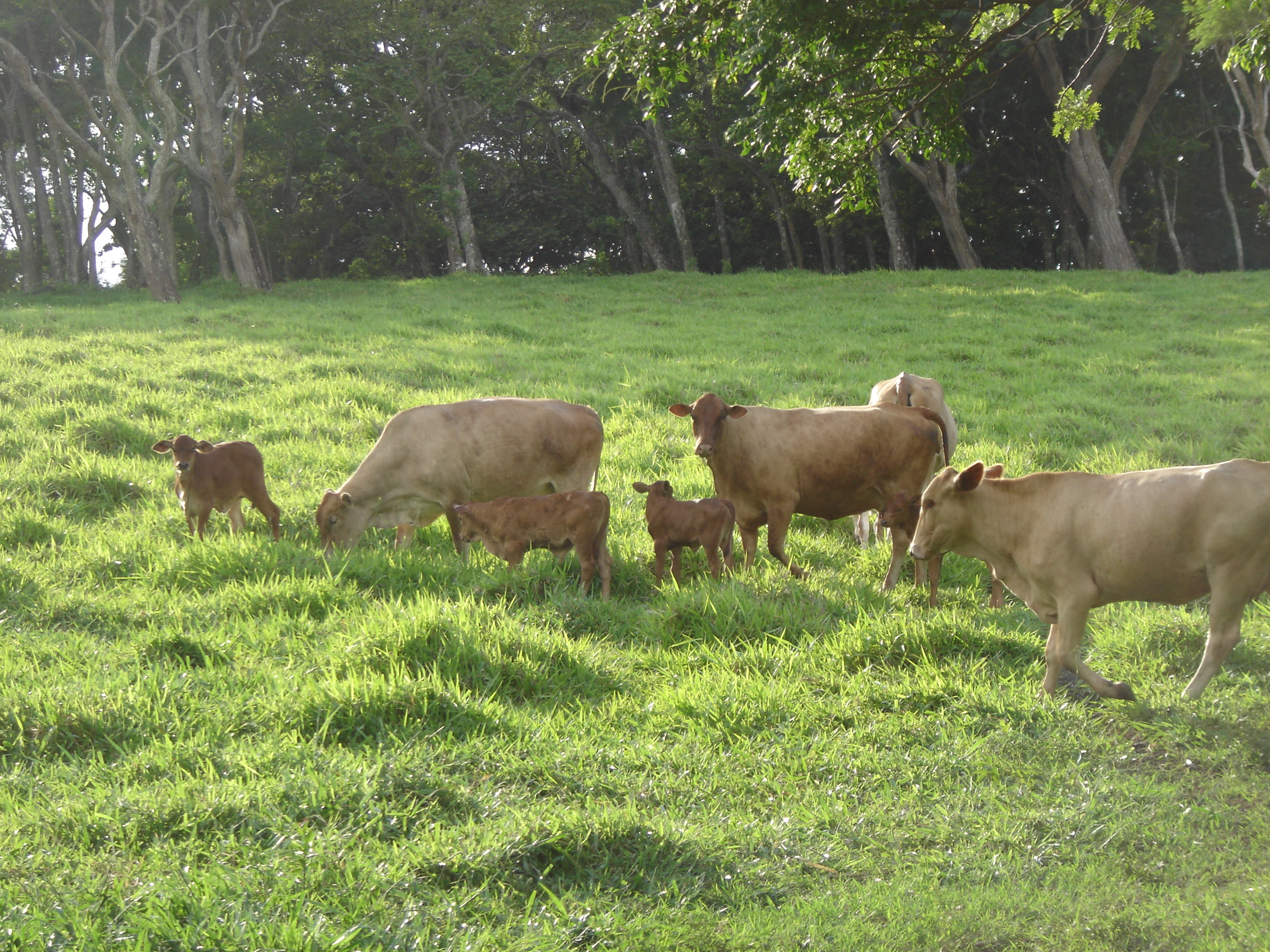
Kor och kalvar av rasen Romosinuando.

Romosinuano är en ras av nötkreatur som hör hemma i Colombia. Dess namn härstammar från det faktum att rasen är hornlös (Romo) och att den härstammar från Sinu River Valley (sinuano). Romosinunao tillhör gruppen criollo och utvecklades från den behornade Costeno con Cuernos, en koras av spanskt ursprung. Det är oklart om Romosinuano hornlöshet beror på naturliga mutation eller om den är korsad med europeiska hornlösa koraser som Angus.
Romosinuano är en köttras och är kända för sin fogliga temperament och anpassning till subtropiska klimat. Romosinuano finns också i Costa Rica och Venezuela, och har importerats till USA för korsningsavel i hopp om att förbättra boskapsproduktionen i Florida och liknande stater.